# Viva Entertainment
A Viva Entertainment (közismert nevén Viva, hivatalos neve: Viva Communications, Inc.) egy fülöp-szigeteki média- és szórakoztatóipari vállalat, amelynek központja Pasigban található. Vic del Rosario Jr. alapította 1981-ben.

## Leányvállalatai
- Studio Viva
- Ultimate Entertainment
  - Halo-Halo Radio
- Viva Films
- Viva International Food and Restaurants, Inc.
  - Botejyu[4]
  - Paper Moon Cake Boutique
  - Pepi Cubano
  - Yogorino
  - Wing Zone
- Viva International Pictures
- Viva Music Group, Inc.
  - Viva Records
  - Vicor Music
  - Ivory Music and Video
- Viva Publishing Group, Inc.
  - Viva PSICOM Publishing Corporation
  - Viva Starmometer Publishing Corporation
  - VRJ Books Publishing
- Viva Video, Inc.

## Részlegek
- Viva Artists Agency[5]
- Viva Cable TV
  - Pinoy Box Office (PBO)
  - Viva Cinema
  - Sari-Sari Channel
  - Celestial Movies Pinoy
  - Tagalized Movie Channel
  - Viva TV
- Viva Digital
  - Vivamax[6]
  - Viva One[7]
- Viva Interactive
- Viva Live
- Viva Sports

## Viva Entertainment Magyarországon
Magyarországon az összes Viva filmet és televíziós műsort a Cinema One Global, a GMA Pinoy TV, a GMA Life TV és a Kapatid Channel sugározza.
A cég 2021-ben kezdte meg működését Európában (köztük Magyarországon is), a Vivamax saját streaming szolgáltatásának elindításával, majd 2023-ban a Viva One-nal.